# Daniel Quinn
Daniel Quinn fue un escritor estadounidense (1935, Omaha, Nebraska - 2018, Houston, Texas).

## Biografía
Quinn ha recibido una amplia educación en tres universidades distintas: Saint Louis University, Universidad de Viena (Austria), y Universidad Loyola de Chicago. Abandonó su carrera como editor en 1975 para convertirse en escritor independiente (freelance). 
Quinn es conocido principalmente por su libro Ishmael, que ganó el Premio de la Sociedad Turner Tomorrow en 1991, sociedad cuyo objetivo es alentar a los autores a buscar "soluciones creativas y positivas a los problemas globales". Ishmael es el primero de una trilogía que incluye Historia de B y My Ishmael.
Su libro Tales of Adam fue publicado en 2005 tras una larga disputa por quiebra con el editor. Está enfocado como una mirada a través de los ojos del animista a lo largo de siete relatos cortos.

## Pensamiento
En su obra inicial desarrolla su teoría sobre cómo nuestra cultura actual (tanto la occidental como la oriental) es fruto de una única tribu, que en un momento determinado y relativamente reciente de la existencia de la humanidad (la revolución del neolítico) y en virtud de una diferencia radical (la agricultura totalitaria) con las muchas otras culturas existentes, se expandió por toda la tierra, convirtiendo a su doctrina a todas esas otras culturas. 
Quinn denomina los que toman a esta cultura expansiva, y les identifica con el hombre expulsado del paraíso tal como se relata en el Génesis al desobedecer las leyes de la naturaleza (concretamente se refiere a la Ley de la Competencia Limitada, ya descrita por Richard Dawkins en 1976 en libros como El gen egoísta). 
La expansión de los que toman, ligada a su agricultura totalitaria deviene en la teoría de la Food Race (carrera alimenticia), basada en que la población mundial está determinada directamente por el suministro de alimento. Se trata de una teoría que resulta muy controvertida y políticamente incorrecta, ya que apunta la solución de reducir la producción de alimentos como vía para invertir la explosión demográfica dando un nuevo enfoque a la Catástrofe maltusiana.
Como contraposición a los tomadores, Quinn nos muestra como modelo a seguir a los que dejan, comunidades de población estable e integradas en el medio, de las cuales en la actualidad apenas quedan vestigios en forma de pueblos indígenas que practican religiones animistas.
Los seguidores de las teorías de Quinn propugnan una "nueva revolución tribal". Estos neotribalistas se funden con los defensores de otros movimientos pacíficos como la democracia biorregional. Sus argumentos han tenido acogida o han sido discutidos en los círculos del ecologismo radical, el movimiento de simplicidad y el primitivismo.
Autores relacionados: Derrick Jensen, Jared Diamond, Jack Forbes y Fredy Perlman.